# Madjiguène Cissé
Pour les articles homonymes, voir Cissé.
Madjiguène Cissé, née le 26 septembre 1951 à Dakar (Sénégal) et morte le 15 mai 2023, est une militante sénégalaise et fondatrice du Réseau des femmes pour le développement durable en Afrique (Refdaf). Elle est une figure du mouvement des sans-papiers à Paris en 1996 et de l’occupation de l’église Saint-Bernard de la Chapelle.

## Biographie
Madjiguène Cissé est née en 1951 à Dakar. Ses parents étaient analphabètes lorsqu'ils sont venus de la campagne dans la ville. Ambitieux et progressiste, son père apprend à lire et obtient  son permis de conduire. À l'initiative de ce père, elle entre à partir de 1958 à l'école. En 1968, elle  participe à des manifestations. Après le Baccalauréat, elle poursuit par des études de germanistique. À partir de 1974, elle bénéficie d'une bourse de deux ans pour des études à Sarrebruck, qui lui permettent de décrocher un diplôme de professeure d’allemand.  
Ensuite, elle revient à Dakar et devient enseignante d'allemand au lycée. En 1993, mère de trois enfants, elle fait un séjour à Paris pour les études d'une de ses filles. Elle ne dispose alors que d’un visa de tourisme, mais devient cheffe d’une équipe de télémarketing en langue allemande. 
Elle découvre et rejoint, en mars 1996, le mouvement des Sans-Papiers et en devient une des porte-paroles,,. 
En 2000, elle repart à Dakar et participe à la fondation du Réseau des femmes pour le développement durable en Afrique (Refdaf) dont elle devient la directrice. L'objectif de cette organisation est l'amélioration des conditions de vie des femmes par la formation, la mise en place d'actions d'accompagnement pour faciliter le développement d'emplois, et l'octroi de microcrédits,,.
Elle meurt à Dakar le 15 mai 2023,.
L’écrivain ivoirien Gauz lui rend hommage dans son roman Les Portes, paru aux éditions Le Nouvel Attila en 2024.

## Publications
- Parole de sans-papiers, 1999.
- Papiere für alle. Die Bewegung der Sans Papiers in Frankreich. L'association A Verlag, Hambourg, 2002,  (ISBN 978-3924737450)

## Prix
- 1998 : Médaille Carl von Ossietzky de la Ligue internationale des droits de l'homme en collaboration avec Les Collectifs de sans-papiers
- 2011 : Markgräfin-Wilhelmine, prix de la ville de Bayreuth